# Paul Koch
Paul Koch (né le 30 juin 1971 à Saint Paul, Minnesota, aux États-Unis) est un joueur professionnel américain de hockey sur glace.

## Carrière de joueur
Il a été repêché des Lancers d'Omaha de la USHL par les Nordiques de Québec en 1991. Après quatre saisons passées au sein des Pioneers de l'Université de Denver, il se joignit au Storm de Toledo de la East Coast Hockey League.
Il ne réussit pas à se joindre à aucun club de la Ligue nationale de hockey, il se retira donc après 4 saisons dans les ligues mineures.

## Statistiques
Pour les significations des abréviations, voir Statistiques du hockey sur glace.
| Saison    | Équipe                             | Ligue |    | Saison régulière | Saison régulière | Saison régulière | Saison régulière | Saison régulière |   | Séries éliminatoires | Séries éliminatoires | Séries éliminatoires | Séries éliminatoires | Séries éliminatoires |
| Saison    | Équipe                             | Ligue | PJ | B                | A                | Pts              | Pun              | PJ               | B | A                    | Pts                  | Pun                  |                      |                      |
| 1989-1990 | Lancers d'Omaha                    | USHL  | 47 | 4                | 16               | 20               | 56               |                  |   |                      |                      |                      |                      |                      |
| 1990-1991 | Lancers d'Omaha                    | USHL  | 46 | 10               | 22               | 32               | 83               |                  |   |                      |                      |                      |                      |                      |
| 1991-1992 | Pioneers de l'Université de Denver | NCAA  | 36 | 4                | 13               | 17               | 48               |                  |   |                      |                      |                      |                      |                      |
| 1992-1993 | Pioneers de l'Université de Denver | NCAA  | 37 | 0                | 9                | 9                | 111              |                  |   |                      |                      |                      |                      |                      |
| 1993-1994 | Pioneers de l'Université de Denver | NCAA  | 17 | 2                | 2                | 4                | 22               |                  |   |                      |                      |                      |                      |                      |
| 1994-1995 | Pioneers de l'Université de Denver | NCAA  | 42 | 5                | 10               | 15               | 126              |                  |   |                      |                      |                      |                      |                      |
| 1995-1996 | Storm de Toledo                    | ECHL  | 67 | 6                | 19               | 25               | 142              | 8                | 1 | 6                    | 7                    | 10                   |                      |                      |
| 1995-1996 | Red Wings de l'Adirondack          | LAH   | 3  | 0                | 1                | 1                | 0                |                  |   |                      |                      |                      |                      |                      |
| 1995-1996 | Knights d'Atlanta                  | LIH   | 4  | 0                | 0                | 0                | 2                |                  |   |                      |                      |                      |                      |                      |
| 1996-1997 | Storm de Toledo                    | ECHL  | 34 | 6                | 11               | 17               | 68               |                  |   |                      |                      |                      |                      |                      |
| 1996-1997 | Komets de Fort Wayne               | LIH   | 2  | 0                | 0                | 0                | 0                |                  |   |                      |                      |                      |                      |                      |
| 1996-1997 | Wolves de Chicago                  | LIH   | 39 | 4                | 8                | 12               | 34               | 4                | 0 | 2                    | 2                    | 10                   |                      |                      |
| 1997-1998 | Wolves de Chicago                  | LIH   | 70 | 1                | 7                | 8                | 99               |                  |   |                      |                      |                      |                      |                      |
| 1998-1999 | Wolves de Chicago                  | LIH   | 53 | 0                | 12               | 12               | 85               | 3                | 0 | 0                    | 0                    | 2                    |                      |                      |